# 9589 Deridder
9589 Deridder eller 1990 WU5 är en asteroid i huvudbältet som upptäcktes den 21 november 1990 av den belgiske astronomen Eric W. Elst vid La Silla-observatoriet. Den är uppkallad efter Remi Adolph De Ridder.
Asteroiden har en diameter på ungefär 3 kilometer och den tillhör asteroidgruppen Astraea.